# Tonny Vilhena
Pour les articles homonymes, voir Trindade et Vilhena (homonymie).
Tonny Trindade de Vilhena, dit Tonny Vilhena, né le 3 janvier 1995 à Maassluis, est un footballeur international néerlandais qui évolue au poste de milieu central au Panathinaïkós.

## Biographie

### En club
Tonny Vilhena naît aux Pays-Bas d'un père angolais et d'une mère néerlandaise.
Il fait ses débuts en Eredivisie le 22 janvier 2012 face au VVV Venlo en remplaçant Kelvin Leerdam à la 82e minute de jeu.
Il rejoint le club russe du FK Krasnodar en juin 2019.
Le 17 janvier 2022, Vilhena est prêté pour six mois, avec option d'achat, au club espagnol du RCD Espanyol.

### En sélection
Il débute en mars 2011 avec l'équipe des Pays-Bas de moins de 17 ans dans le cadre d'un match qualificatif pour l'Euro 2011. Il fait ensuite partie des joueurs qui remportent cet Euro et termine même meilleur buteur du tournoi avec 3 buts alors qu'il a un an de moins que la plupart des joueurs. Il participe ensuite au championnat du monde - 17 ans où les Pays-Bas sont éliminés au 1er tour. Il remporte de nouveau l'Euro en 2012. Il joue ensuite avec les équipes des moins de 19 ans et espoirs.
En mars 2013, Vilhena reçoit sa première convocation en équipe A des Pays-Bas mais reste sur le banc lors des deux matchs. Il honore sa première cape le 4 juin 2016 en remplaçant Riechedly Bazoer au cours d'un match amical contre l'Autriche. Vilhena connaît sa première titularisation le 31 mai 2017 à l'occasion d'un match amical face au Maroc. Il participe aux éliminatoires de la Coupe du monde 2018, étant notamment titulaire durant la victoire 2-0 contre la Suède en octobre 2017, néanmoins insuffisante pour assurer une qualification pour la compétition. 

## Statistiques détaillées

### En club
| Saison                | Club                  | Championnat           | Championnat | Championnat | Coupe(s) nationale(s) | Coupe(s) nationale(s) | Supercoupe | Supercoupe | Compétition(s) continentale(s) | Compétition(s) continentale(s) | Compétition(s) continentale(s) | Total | Total |
| Saison                | Club                  | Division              | M.          | B.          | M.                    | B.                    | M.         | B.         | Comp.                          | M.                             | B.                             | M.    | B.    |
| 2011-2012             | Feyenoord Rotterdam   | Eredivisie            | 6           | 0           | -                     | -                     | -          | -          | -                              | -                              | -                              | 6     | 0     |
| 2012-2013             | Feyenoord Rotterdam   | Eredivisie            | 27          | 4           | 3                     | 0                     | -          | -          | C1                             | 1                              | 0                              | 31    | 4     |
| 2013-2014             | Feyenoord Rotterdam   | Eredivisie            | 32          | 6           | 3                     | 0                     | -          | -          | C3                             | 2                              | 0                              | 37    | 6     |
| 2014-2015             | Feyenoord Rotterdam   | Eredivisie            | 21          | 0           | 1                     | 0                     | -          | -          | C3                             | 9                              | 0                              | 31    | 0     |
| 2015-2016             | Feyenoord Rotterdam   | Eredivisie            | 27          | 5           | 6                     | 1                     | -          | -          | -                              | -                              | -                              | 33    | 6     |
| 2016-2017             | Feyenoord Rotterdam   | Eredivisie            | 29          | 4           | 2                     | 0                     | 1          | 0          | C3                             | 5                              | 1                              | 37    | 5     |
| 2017-2018             | Feyenoord Rotterdam   | Eredivisie            | 33          | 11          | 4                     | 2                     | 1          | 0          | C1                             | 6                              | 0                              | 44    | 13    |
| 2018-2019             | Feyenoord Rotterdam   | Eredivisie            | 33          | 6           | 4                     | 1                     | 1          | 0          | C3                             | 1                              | 0                              | 39    | 7     |
| Sous-total            | Sous-total            | Sous-total            | 208         | 36          | 23                    | 4                     | 3          | 0          | -                              | 24                             | 1                              | 258   | 41    |
| 2019-2020             | FK Krasnodar          | Premier-Liga          | 20          | 2           | -                     | -                     | -          | -          | C1+C3                          | 4+6                            | 1+1                            | 30    | 4     |
| 2020-2021             | FK Krasnodar          | Premier-Liga          | 24          | 2           | 1                     | 1                     | -          | -          | C1+C3                          | 7+2                            | 0                              | 34    | 3     |
| 2021-2022             | FK Krasnodar          | Premier-Liga          | 13          | 2           | 2                     | 0                     | -          | -          | -                              | -                              | -                              | 15    | 2     |
| Sous-total            | Sous-total            | Sous-total            | 57          | 6           | 3                     | 1                     | -          | -          | -                              | 19                             | 2                              | 79    | 9     |
| 2021-2022             | RCD Espanyol (prêt)   | Liga                  | 16          | 0           | -                     | -                     | -          | -          | -                              | -                              | -                              | 16    | 0     |
| 2022-2023             | US Salernitana (prêt) | Serie A               | 33          | 4           | -                     | -                     | -          | -          | -                              | -                              | -                              | 33    | 4     |
| 2023-2024             | Panathinaïkos         | Super League          | -           | -           | -                     | -                     | -          | -          | C1                             | -                              | -                              | 0     | 0     |
| Total sur la carrière | Total sur la carrière | Total sur la carrière | 314         | 46          | 26                    | 5                     | 3          | 0          | -                              | 43                             | 3                              | 386   | 54    |

## Palmarès

### En club
- Feyenoord Rotterdam
  - Coupe des Pays-Bas en 2016 et 2018.
  - Championnat des Pays-Bas en 2017.

### En sélection nationale
- Pays-Bas - 17 ans
  - Vainqueur de l'Euro des moins de 17 ans en 2011 et 2012.